# Zahomce
Zahomce este o localitate din comuna Vransko, Slovenia, cu o populație de 76 de locuitori.